# St James' Park
El St James' Park es un estadio de fútbol situado en la ciudad de Newcastle-upon-Tyne, perteneciente al condado metropolitano de Tyne y Wear en el Nordeste de Inglaterra en el Reino Unido. Sirve de sede habitual al Newcastle United Football Club que juega en la Premier League.

## Localización
Su dirección es St James' Park, Newcastle-upon-Tyne, NE1 4ST. Se localiza en el centro de la ciudad, a 500 m de la Estación Central. 250 m al este se encuentra la Monument station del metro de la ciudad.

## Historia

### Ampliación de 1993
En 1993 el estadio sufrió una importante reconstrucción tras demoler parte del mismo. Al concluir las obras en 1995, el estadio contaba con una configuración tipo bowl y una capacidad para 36 610 espectadores.

### Ampliación de 1998

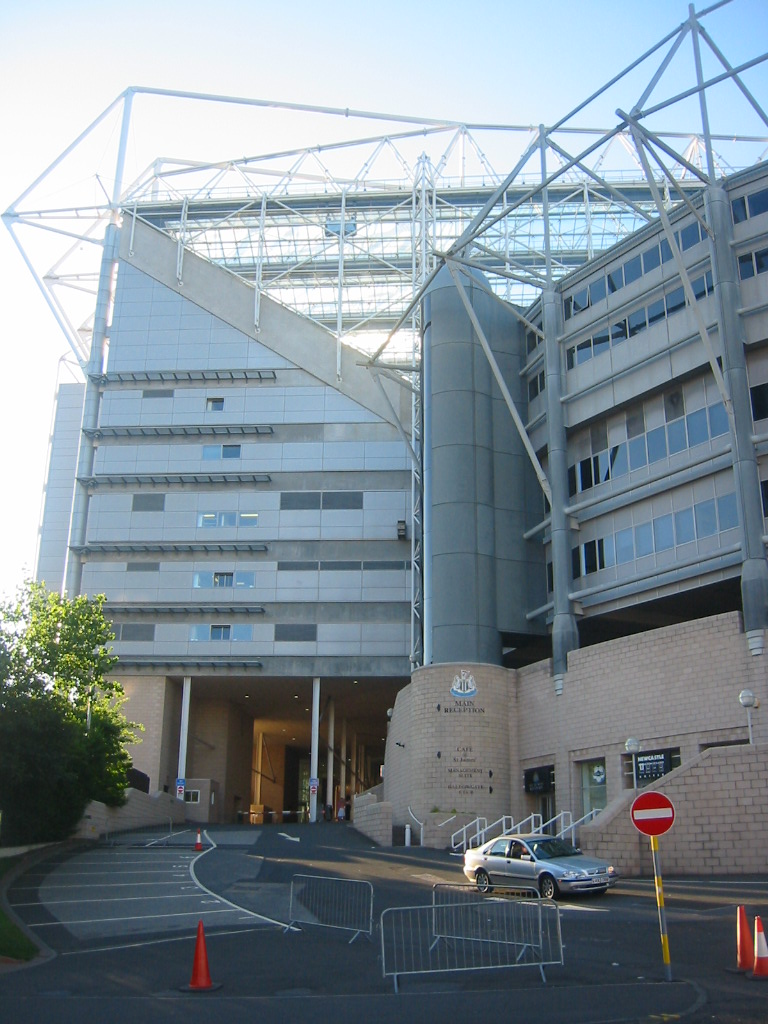
Ampliación de 1998.

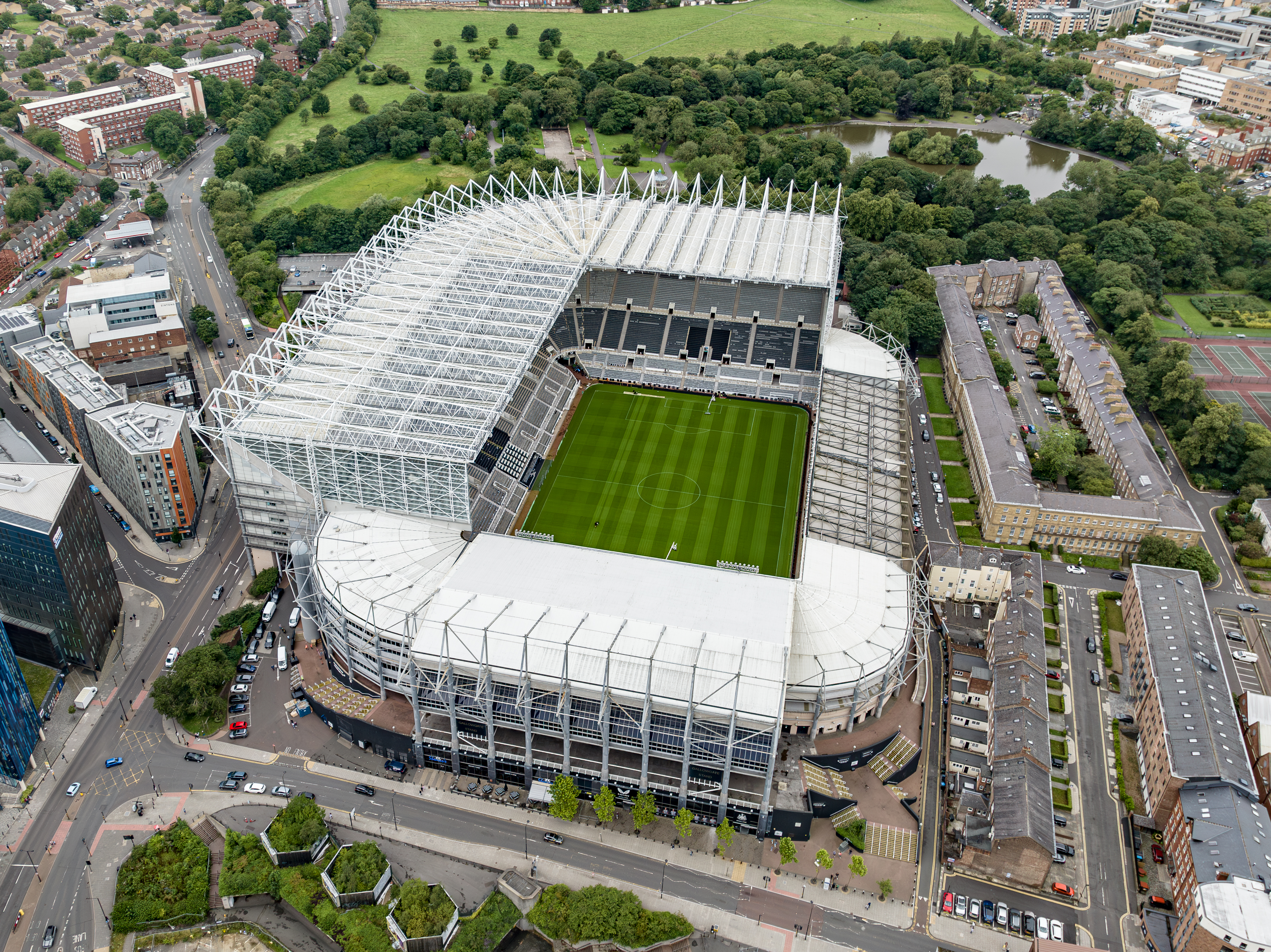
Vista exterior del estadio tras la ampliación de 1998.

Cuatro años después de la ampliación anterior, el club propuso una nueva ampliación hasta los 52 000 espectadores. Esta comenzó en julio de 1998 y, cuando había partido, las obras se detenían durante tres días. Las obras terminaron en el 2000 y su capacidad final quedó en 52 143 espectadores, con un coste total de 42 millones de libras.

### Ampliación propuesta en 2007
El 2 de abril de 2007, el club realizó una propuesta para ampliar el estadio a 60 000 espectadores, así como construir en sus alrededores un centro de convenciones, hoteles y apartamentos de lujo, todo con un presupuesto de 300 millones de libras. En esta ampliación, la tribuna oriental quedó excluida debido a los edificios antiguos que rodean ese sector, los cuales fueron declarados de carácter histórico por el gobierno británico.
Tras la compra del club por parte del millonario Mike Ashley en 2007, este anunció que la ampliación no era prioridad, aunque si realizó mejoras en los palcos y otras zonas del estadio. Esto debido a que el estadio nunca llegaba a completar su aforo, siendo la asistencia media de aproximadamente 45 000 espectadores. 

## Partidos internacionales

### Eurocopa de 1996

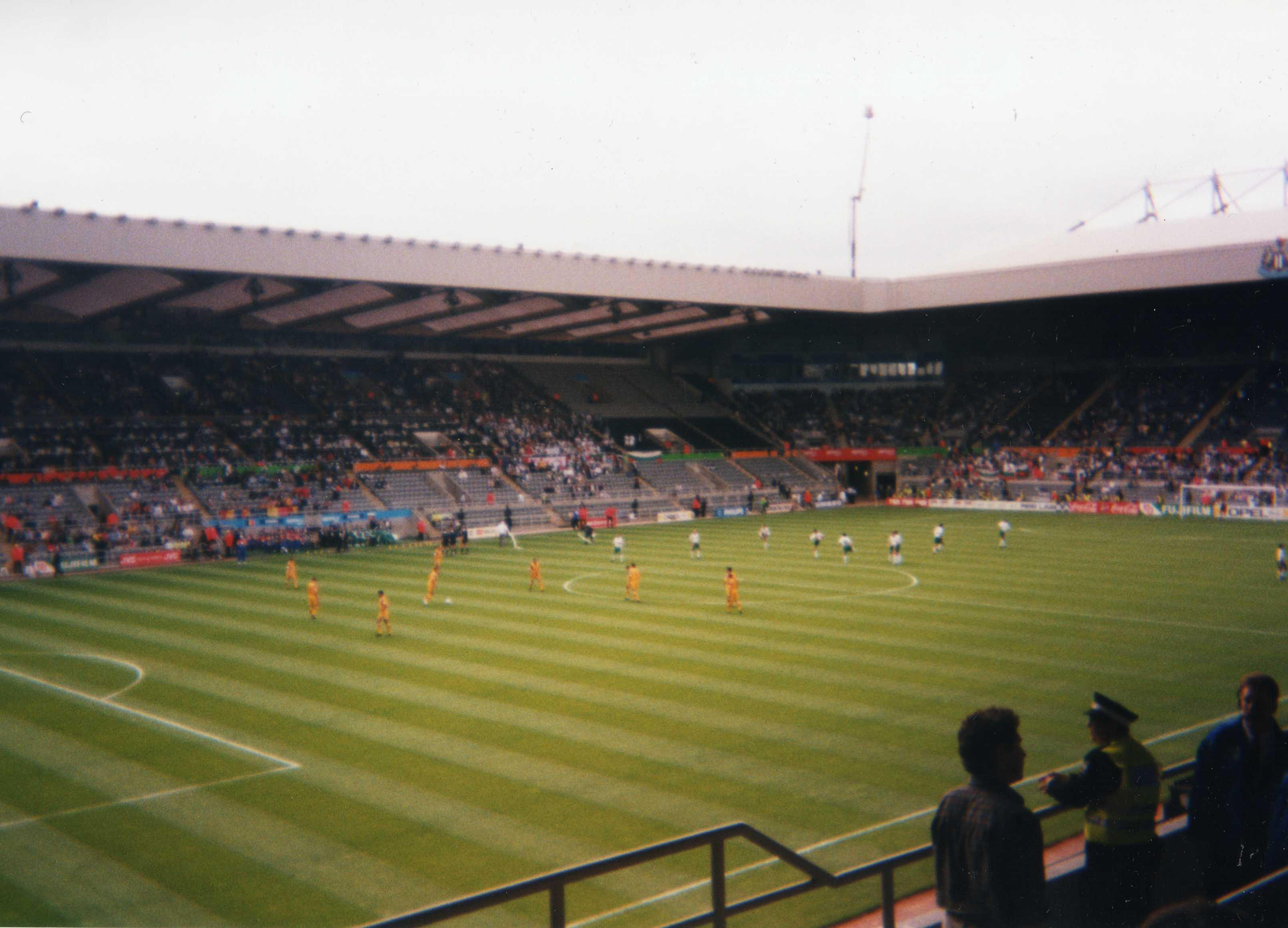
Partido Bulgaria vs Rumanía.

- El estadio albergó tres partidos del grupo B de la Eurocopa de 1996.
| Fecha               | Selección #1 | Resultado | Selección #2 | Ronda                 | Espectadores |
| ------------------- | ------------ | --------- | ------------ | --------------------- | ------------ |
| 10 de junio de 1996 | Rumania      | 0 - 1     | Francia      | Primera fase, Grupo B | 27 000       |
| 13 de junio de 1996 | Bulgaria     | 1 - 0     | Rumania      | Primera fase, Grupo B | 20 000       |
| 18 de junio de 1996 | Francia      | 3 - 1     | Bulgaria     | Primera fase, Grupo B | 27 000       |

## Otros usos

### Conciertos
Se han celebrado numerosos conciertos, como: The Rolling Stones, Bruce Springsteen, Queen, Bob Dylan, Bryan Adams y Rod Stewart.

### Cine y televisión
El estadio se ha utilizado para las audiciones del programa de televisión The X Factor y para Big Brother. También ha celebrado la final del reality The Match.
En 2002 forma parte del rodaje, junto con muchas otras localizaciones de Newcastle upon Tyne, del largometraje de Simon Cellan Jones, The One and Only.
En el 2005 el estadio, el equipo y la ciudad fueron el lugar de filmación para la primera parte de la trilogía de la película ¡Gol!